# El petit príncep (anime de 1978)
El petit príncep (星の王子さま プチ・プランス, Hoshi no Ōjisama Puchi Puransu) és una sèrie d'anime basada en el llibre homònim d'Antoine de Saint-Exupéry. Animada per l'estudi Knack Productions, es va emetre a la cadena japonesa TV Asahi del juliol de 1978 al març de 1979. La sèrie va arribar a TV3 doblada en català el 22 de novembre de 1991.
En la versió anglesa la sèrie es va retallar a 26 episodis dels 39 que existien en l'emissió original japonesa. En català ens va arribar la versió tallada.
Segons The Anime Encyclopedia de Jonathan Clements i Helen McCarthy, només els primers 35 episodis es van emetre realment a la televisió japonesa; els quatre episodis restants van ser inèdits fins que la sèrie es va reeditar en vídeo.

## Trama
La sèrie segueix el Petit Príncep mentre viatja en un cometa des del seu planeta natal, B-612, a la Terra. Aterra a Europa i s'embarca en un viatge pel continent, on ajuda a diverses persones al llarg del camí.
La premissa es va modificar per a la versió anglesa (i subseqüentment a la versió catalana). En aquesta versió el Petit Príncep viatja a la Terra i planetes que s'hi assemblen, on ajuda gent necessitada, i torna a casa al final de cada episodi. A més de la premissa, també es van modificar les trames dels episodis.

## Episodis
| Núm. | Títol original                                                     | Títol català                | Data d'emissió original |
| ---- | ------------------------------------------------------------------ | --------------------------- | ----------------------- |
| 1    | «Casa meva, un petit planeta» (ふるさとの小さな星)                 | "En algun lloc de l'espai"  | 4 de juliol de 1978     |
| 2    | «Amistat al desert» (砂漠の友情)                                   | "Un petit foraster"         | 11 de juliol de 1978    |
| 3    | «La Terra, el planeta verd» (みどりの星・地球)                     | N/D                         | 18 de juliol de 1978    |
| 4    | «Un matí desbordant de vida» (命かがやく朝)                        | "Visita a un altre planeta" | 25 de juliol de 1978    |
| 5    | «Llum del cor» (心のともしび)                                      | Sense anunciar              | 1 d'agost de 1978       |
| 6    | «Malgrat tot, els estels brillen» (それでも星はまたたく)           | "El buscador d'estrelles"   | 8 d'agost de 1978       |
| 7    | «El castell que sura al mar» (海に浮かぶ城)                        | N/D                         | 15 d'agost de 1978      |
| 8    | «A la riba del llac» (湖のほとりで)                                | "La ventada de llops"       | 22 d'agost de 1978      |
| 9    | «Petita promesa» (小さな約束)                                      | Sense anunciar              | 29 d'agost de 1978      |
| 10   | «El so de la flauta que travessa el llac» (湖をわたる笛の音)       | "Torna-la a tocar, Sean!"   | 5 de setembre de 1978   |
| 11   | «La noia i les dents de lleó» (タンポポと少女)                     | Sense anunciar              | 12 de setembre de 1978  |
| 12   | «L'heroi vingut de la muntanya» (山から来た英雄)                   | "Massa gros per aquest món" | 26 de setembre de 1978  |
| 13   | «Roses vermelles que uneixen cors» (心を結ぶ赤いバラ)              | Sense anunciar              | 3 d'octubre de 1978     |
| 14   | «La Rosa, capitana» (バラの船長さん)                               | Sense anunciar              | 10 d'octubre de 1978    |
| 15   | «L'arc de Sant Martí, el noi i els bandits» (虹と少年と盗賊と)     | Sense anunciar              | 17 d'octubre de 1978    |
| 16   | «Mar de gavines» (カモメとぶ海)                                    | Sense anunciar              | 24 d'octubre de 1978    |
| 17   | «L'amistat de la natura» (大自然の友情)                            | Sense anunciar              | 31 d'octubre de 1978    |
| 18   | «Violetes a les golfes» (屋根裏のスミレ)                           | Sense anunciar              | 7 de novembre de 1978   |
| 19   | «Telescopi nostàlgic» (なつかしい遠メガネ)                         | Sense anunciar              | 14 de novembre de 1978  |
| 20   | «Un estel al palmell de la mà» (手のひらの星)                      | Sense anunciar              | 21 de novembre de 1978  |
| 21   | «La graciosa cursa de cavallets» (爽快！木馬レース)                | Sense anunciar              | 28 de novembre de 1978  |
| 22   | «Pare i fill dins la tempesta» (嵐の中の父と子)                    | Sense anunciar              | 5 de desembre de 1978   |
| 23   | «Els regals de l'avi Simon» (シモンじいさんの贈り物)               | Sense anunciar              | 19 de desembre de 1978  |
| 24   | «L'home que cava un somni» (夢を掘る男)                            | Sense anunciar              | 9 de gener de 1979      |
| 25   | «Vola, globus! Travessem la serralada» (飛べ気球！山脈をこえて)    | Sense anunciar              | 16 de gener de 1979     |
| 26   | «Floretes a mont Rowen» (ローエン山の小さな花)                     | Sense anunciar              | 23 de gener de 1979     |
| 27   | «Corre, tren de vapor!» (走れ！機関車)                             | N/D                         | 30 de gener de 1979     |
| 28   | «La planta de la cançó de bressol d'amor» (愛のララバイ草)         | N/D                         | 6 de febrer de 1979     |
| 29   | «Quan l'aurora brilla» (オーロラの輝くとき)                        | Sense anunciar              | 13 de febrer de 1979    |
| 30   | «L'aventura del Vaixell Somni (1a part)» (ドリーム号の冒険 ―前編―) | N/D                         | 20 de febrer de 1979    |
| 31   | «L'aventura del Vaixell Somni (2a part)» (ドリーム号の冒険 ―後編―) | N/D                         | 27 de febrer de 1979    |
| 32   | «Vull tornar al meu planeta» (星へ帰りたい)                        | N/D                         | 6 de març de 1979       |
| 33   | «Vola, Vaixell Estel Fugaç!» (飛べ流星号！)                        | N/D                         | 13 de març de 1979      |
| 34   | «El poble que va desaparèixer al fons del llac» (湖底に消えた村)   | N/D                         | 20 de març de 1979      |
| 35   | «Pont d'amistat» (友情の橋)                                        | N/D                         | 27 de març de 1979      |
| 36   | «L'escultor del bosc» (森の彫刻師)                                 | N/D                         | N/D                     |
| 37   | «La vall dels herois» (勇者の丘)                                   | N/D                         | N/D                     |
| 38   | «El violí que canta al cor» (心にうたうヴァイオリン)               | Sense anunciar              | N/D                     |
| 39   | «Bona nit, príncep» (おやすみなさい王子さま)                       | N/D                         | N/D                     |

## Doblatge
| Personatge    | Japonès         | Català          |
| ------------- | --------------- | --------------- |
| Petit Príncep | Taiki Matsuno   | Núria Domènech  |
| Rosa          | Yoshiko Matsuo  | Carme Alarcón   |
| Swifty        | Hiroshi Masuoka | Joaquim Díaz    |
| Saten         | Keiko Yokozawa  |                 |
| Cap           | Kazue Takahashi |                 |
| Pere          | Kaoru Kurosu    | Enric Arquimbau |
| Ancià         | Minoru Yada     |                 |
| Narrador      | Masaaki Yajima  | Eduard Elías    |